# Будешти (Дикулешти)
Будешти (рум. Budești) насеље је у Румунији у округу Валча у општини Дикулешти. Oпштина се налази на надморској висини од 223 m.

## Становништво
Према подацима из 2011. године у насељу је живело 319 становника.